# Flickr
Flickr is een website voor het delen van foto's en videofragmenten met een internetgemeenschap. Net als Delicious wordt het gezien als een Web 2.0-applicatie die tagging (trefwoorden) gebruikt om een niet-hiërarchische classificering mogelijk te maken (folksonomie).
Bij het uploaden van foto's kan de gebruiker opgeven onder welke voorwaarden (licentie) anderen de foto mogen gebruiken. Foto's kunnen in een privégedeelte worden geplaatst of toegankelijk worden gemaakt voor gebruikers die toestemming hebben van de uploader. Het uploaden kan via pc, e-mail of mobiele telefoon. 
Flickr is uitgegroeid tot een populaire opslagplaats, vooral onder webloggers. Er zijn sinds 20 maart 2013 twee soorten accounts: gratis accounts en betaalde accounts. Flickr geeft iedere gebruiker een terabyte opslagruimte. Het verschil tussen betaalde en gratis accounts is de reclame, die bij betaalde accounts niet wordt getoond. Mensen die een Doublr-account hebben, krijgen 2 terabyte opslagruimte. De voormalige Pro-accounts, met ongelimiteerde dataopslag, worden sinds 20 maart 2013 niet meer aangeboden, bestaande gebruikers houden nog wel hun rechten.
Flickr is ontwikkeld door het Canadese bedrijf Ludicorp en werd in maart 2005 overgenomen door Yahoo!. Yahoo! heeft in 2007 het eigen Yahoo! Photos gesloten ten gunste van Flickr. In 2018 kocht Smugmug Flickr over van Yahoo!.
Sinds april 2008 kunnen korte videofragmenten van maximaal 90 seconden of 150 MB geüpload worden.